# Estádio Central de Cazã
O Estádio Central é o estádio de futebol da cidade de Kazan, na Rússia. É de propriedade do Rubin Kazan, o principal time de futebol da região. Será um dos estádios-sede da Copa do Mundo FIFA de 2018 e da Universíada de Verão de 2013.